# Кызыл-Ярский сельсовет
Кызыл-Ярский сельсовет — муниципальное образование в Ермекеевском районе Башкортостана.

## История
Согласно «Закону о границах, статусе и административных центрах муниципальных образований в Республике Башкортостан» имеет статус сельского поселения.

## Население
| 2002 | 2009 | 2010 | 2012 | 2013 | 2014 | 2015 |
| ---- | ---- | ---- | ---- | ---- | ---- | ---- |
| 717  | ↘693 | ↘651 | ↘639 | ↘625 | ↘599 | ↘595 |
| 2016 | 2017 |      |      |      |      |      |
| ↘593 | ↘581 |      |      |      |      |      |

## Состав сельского поселения
| № | Населённый пункт | Тип населённого пункта       | Население |
| - | ---------------- | ---------------------------- | --------- |
| 1 | Суерметово       | село, административный центр | ↘166      |
| 2 | Кулбаево         | село                         | ↘339      |
| 3 | Кушкаран         | деревня                      | →74       |
| 4 | Кызыл Яр         | село                         | ↘72       |